# Orthomegas monnei
Orthomegas monnei là một loài bọ cánh cứng trong họ Cerambycidae.